# Ачербо, Джакомо
Джа́комо Аче́рбо (итал. Giacomo Acerbo; 1888—1969) — барон Атерно-Пескара, итальянский экономист, военный и политический деятель; автор закона Ачербо, который укрепил позиции Бенито Муссолини, пришедшего к власти в Италии.

## Биография
Родился 25 июля 1888 года в городе Лорето-Апрутино провинции Пескара в знатной и богатой семье.
Получил высшее образование в Пизе, окончив здесь сельскохозяйственный факультет Пизанского университета в 1912 году. Принадлежность Джакомо Ачербо к масонам стало причиной его участия в итальянском ирредентистском движении. Когда началась Первая мировая война, он добровольно записался на военную службу. К концу войны был награжден тремя серебряными медалями «За воинскую доблесть» и произведён в чин капитана.
После войны Ачербо работал в качестве доцента на факультете экономики, планируя продолжать свою университетскую карьеру педагога. Одновременно пропагандировал ассоциацию военных l'Associazione dei combattenti di Teramo e Chieti, которая откололась от Национальной ассоциации после выборов 1919 года и стала провинциальной боевой группой il Fascio di combattimento provinciale.
В 1921 году Джакомо Ачербо был избран в итальянскую Палату депутатов от «Национального блока» (итал. Blocchi Nazionali). Там он выступил в качестве посредника в конфликте между Итальянской социалистической партией и Национальной фашистской партией, став членом последней. Был избран на руководящую должность этой партии. Во время марша на Рим, Ачербо выступал в качестве связующего звена между Национальной фашистской партией и королём Виктором Эммануилом III. Затем он был помощником Муссолини во время его назначения премьер-министром, став его заместителем. В 1924 году Ачербо был вовлечен в расследование убийства Джакомо Маттеотти фашистами, что вызвало острый кризис фашистского режима. В результате он покинул свой пост в правительстве Италии.
В 1924 году в память своего брата Тито Ачербо (героя Первой мировой войны) Джакомо учредил Кубок Ачербо за победу в автопробеге по Италии. В 1926 году он был избран вице-президентом палаты депутатов и был министром сельского и лесного хозяйства Королевства Италии с 1929 по 1935 годы. Вместе с Габриеле Д'Аннунцио Ачербо внес свой вклад в создание провинции Пескара в январе 1927 года.
В 1934 году он стал заведующим кафедрой экономики и коммерции в Римском университете. С 1935 по 1943 годы был президентом Международного сельскохозяйственного института (итал. Istituto internazionale di agricoltura) в Риме. Являлся членом Большого фашистского совета. Когда началась Вторая мировая война и Италия стала союзницей Германии, Ачербо служил в итальянском Генеральном штабе, принимал участие в Итальянском вторжении во Францию и в Итало-греческой войне. С 6 февраля по 25 июля 1943 года по был министром финансов Королевства Италии.
Став сторонником Дино Гранди, пытался свергнуть Муссолини и вывести Италию из войны. Он голосовал в пользу закона, который снимал  полномочия с дуче, и скрылся от преследований в городе Абруццо, занятом войсками Антигитлеровской коалиции. После освобождения Муссолини и создания Итальянской социальной республики, был объявлен вне закона и предстал на процессе в Вероне. Затем был схвачен бойцами итальянского Движения Сопротивления и приговорен к смертной казни. Приговор был заменён на 48 лет заключения в тюрьме. В 1951 году приговор был отменён, Ачербо был реабилитирован и вернулся к гражданской деятельности — возобновил свою преподавательскую карьеру. В 1953 и 1958 годах безуспешно баллотировался на выборах в Парламент Италии от партии монархистов (итал. Partito Nazionale Monarchico).
В 1962 году был награжден президентом Италии Антонио Сеньи золотой медалью за выдающуюся деятельность в сфере образования, культуры и искусства — медаль «За вклад в развитие культуры и искусства». В 1963 году, по случаю выхода на пенсию, Джакомо Ачербо был удостоен звания почётного профессора экономики сельского хозяйства Римского университета.
Умер 9 января 1969 года в Риме.
Интересно, что в 1930-е годы, выкупив большое собрание майолики у разных богатых семейств Абруццо, Джакомо Ачербо увлёкся этими керамическими изделиями, начав их коллекционирование. За двадцать лет его коллекция так увеличилась, что Ачербо построил под неё отдельный дом и открыл в нём частную галерею. В своём завещании он оставил коллекцию членам своей семьи при соблюдении двух условий — чтобы коллекцию никогда не делили и она не покидала пределов города Абруццо. В конце концов семья передала коллекцию государству и в галерее открылся музей Ачербо, существующий по настоящее время.

## Награды
Имел многочисленные награды, среди которых — орден Святых Маврикия и Лазаря, орден Короны Италии, Колониальный орден Звезды Италии, Мальтийский орден, Королевский Викторианский орден, орден Почётного легиона, орден Леопольда II, орден Оранских-Нассау, испанский Крест Военных заслуг, орден Возрождения Польши, орден Звезды Эфиопии, орден Звезды Румынии, болгарский орден «Святой Александр», венгерский орден Заслуг, хорватский орден Короны короля Звонимира.